# Pál Csáky
Pál Csáky, né le 21 mars 1956 à Šahy, est un homme politique slovaque. Il est membre, et président de 2007 à 2010, du Parti de la communauté hongroise, le parti de la minorité hongroise de Slovaquie.

## Biographie
Du 16 octobre 2002 à la constitution du nouveau gouvernement issu des élections législatives de 2006, il a exercé les fonctions de vice-premier ministre, chargé de l’Intégration européenne, des Droits de l’Homme et des Minorités dans le deuxième gouvernement de Mikuláš Dzurinda.
Le 24 mai 2014, il est élu député européen.